# أليس بيغلر

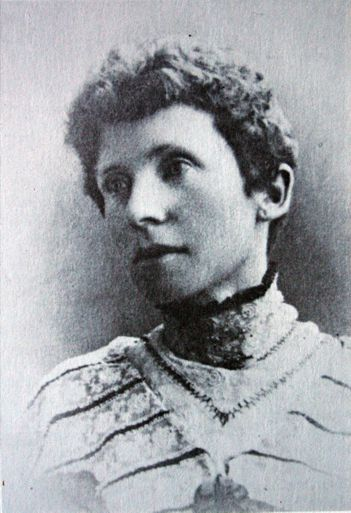

أليس مارغريت بيغلر (بالإنجليزية: Alice Pegler) (21 يوليو 1861 كيسكاماهويك - 17 يونيو 1929 امتاتا)، مدرسة في جنوب أفريقيا وعالمة نباتات.

تلقت ابنة ماكين بيغلر تعليمها في دير الدومينيكان بمدينة كينغ وليامز تاون. رغم أنها تدربت كمدرسة، فقد تخلت عن هذه المهنة واستقرت في كنتاني حيث ترعرعت. عانت من مشاكل صحية طوال حياتها وتعاني من مشكلة مزمنة مع بصرها.

أثناء وجودها في كنتاني، بدأت بتجميع مجموعة واسعة من جميع النباتات داخل دائرة نصف قطرها 5 أميال من القرية. أدى جمعها إلى مراسلات منتظمة مع علماء النبات مثل بيتر ماكووان، وهاري بولس، وبيرسون، وسيلمار شونلاند، وإيليتيد بولر بول-إيفانز. تم نشر ملاحظاتها الدقيقة حول نباتات كنتاني على مدار المواسم في آن. بول. عشب. 5: 1-32 (1918). لم تحصر نفسها في الحياة النباتية، حيث جمعت الخنافس والذباب المرارية والعناكب والعقارب. في عام 1903، سافرت إلى ترانسفال وجمعت نباتات بين روستنبرج وجوهانسبرج. التخصص في الطحالب والفطريات أدى بصحتها للأسوء. تم نشر عدد من الفطريات التي جمعتها في 1911-1914 في مقاطعة كنتاني في آن. بول. عشب. 2: 184-93 (1918). وأشاد بولس لها جمع في المجلد. 2 من بساتين الفاكهة له من جنوب أفريقيا (1911) ووصفها بأنها «على الرغم من تدهو صحتها، كان لا غنى عنه في استكشاف النباتات من حيها.» في السنوات السبع التي سبقت وفاتها، أصبحت عاجزة. تم التبرع بعيناتها التي يبلغ عددها 2000 للمعهد الوطني لجنوب إفريقيا في بريتوريا.

في عام 1912، حصلت على شرف استثنائي لكونها عضوًا في جمعية لينيان.  تم الاحتفال بها في ألوي بيغليري، جنس بيغليرا بولس (الذي أصبح مرادفًا لنكتاروبيتالوم إنجل.)،  تشيرونيا بيغليراي براين، تشونانثوس بيغليرا (سي إتش دبليو). ستيرن، وبوشينيا بيغليرنا دويج، فطريات يوروميسيس بول إيفانس أوستيلاغو بيغلاري آند سيد، وغيرها الكثير. 